# Eustrotia pyrella
Eustrotia pyrella är en fjärilsart som beskrevs av William Schaus. Eustrotia pyrella ingår i släktet Eustrotia och familjen nattflyn. Inga underarter finns listade i Catalogue of Life.